# Enrique Bacmeister Gudiño
Enrique Jorge Bacmeister Gudiño (* 1952; † 15. Juli 2019) ist ein  mexikanischer Botschafter.

## Leben
Der Sohn des Julius Carlos Cornelio Bacmeister (1902–1978) und der Maria Luisa Gudiño (1905–2003), in siebter Generation abstammend von Eberhard Bacmeister, dem Stammvater der Ostfriesischen Linie der Familie Bacmeister, sowie Großneffe der preußischen Generäle Ernst von Bacmeister und Hugo Karl August Bacmeister, besuchte 1962 das Colegio Alemán Alexander von Humboldt in Mexiko-Stadt.
Bacmeister war 1981 Attaché an der Botschaft in Tokio.
1982 war er bei der Nacional Financiera (México) beschäftigt. Am 24. Januar 1995 wurde er in Houston Texas als Viceconsul im Migrationsbüro akkreditiert.
In der Secretaría de Relaciones Exteriores ist Bacmeister Gudiño Director der Abteilung Comercio Exterior e Inversiones. 